# Oud Kerkhof (Sneek)
Het Oud Kerkhof is de straat die aan haar westelijke zijde de Grote of Martinikerk van Sneek omsluit. Het oostelijke deel van deze omsluiting heet Grote Kerkstraat.
De naam van de straat verwijst naar het voormalige kerkhof van de Martinikerk. De begraafplaats van dit kerkhof is onder een deel van de bestrating nog aanwezig. Deze dodenakker werd in 1827 gesloten en verplaatst naar buiten de stad. Deze locatie, thans Algemene Begraafplaats Sneek, werd gekozen om ziekten buiten de stadsmuren te kunnen houden.
Naast de kerk staat aan de straat het Oorlogsmonument van Sneek. Dit monument is hier in 1950 geplaatst. Voorheen stond het in andere vorm aan de overzijde van de straat en daarvoor naast de voormalige Waag van Sneek.
In 1970 is groot bodemonderzoek verricht in de straat. Hierbij zijn diverse resten van de kerk, begraafplaats en vroegere bewoners gevonden.
In 2002 is het Oud Kerkhof opnieuw ingericht. Hierbij zijn de in 1682 verwijderde westtorens van de kerk middels hardstenen podia zichtbaar gemaakt. De herinrichting is uitgevoerd naar een ontwerp van de Deense landschapsarchitect professor Swen-Ingvar Anderssen. In het bestratingspatroon zijn straalsgewijs, gericht op de preekstoel van de kerk, banen hardsteen aangebracht.
Dankzij de herinrichting heeft de ruimte voor de kerk nu een pleinachtige uitstraling. Er worden regelmatig evenementen gehouden, waaronder in 2005 de Landelijke Intocht van Sinterklaas. Ook wordt op deze locatie jaarlijks het evenement Lekker Sneek gehouden.
Aan het Oud Kerkhof bevindt zich aan de meest westelijke zijde dankzij beplanting een kleine strook met de uitstraling van een hofje. Ten zuiden hiervan ligt de huidige Martinistate, voorheen stond hier het Gymnasium en later de Brandweerkazerne van Sneek. Aan de noordelijke zijde van de straat ligt de voormalige Jan van Nassauschool, die sinds 2011 deel uitmaakt van het Cultureel Kwartier Sneek.